# Wii Fit Plus

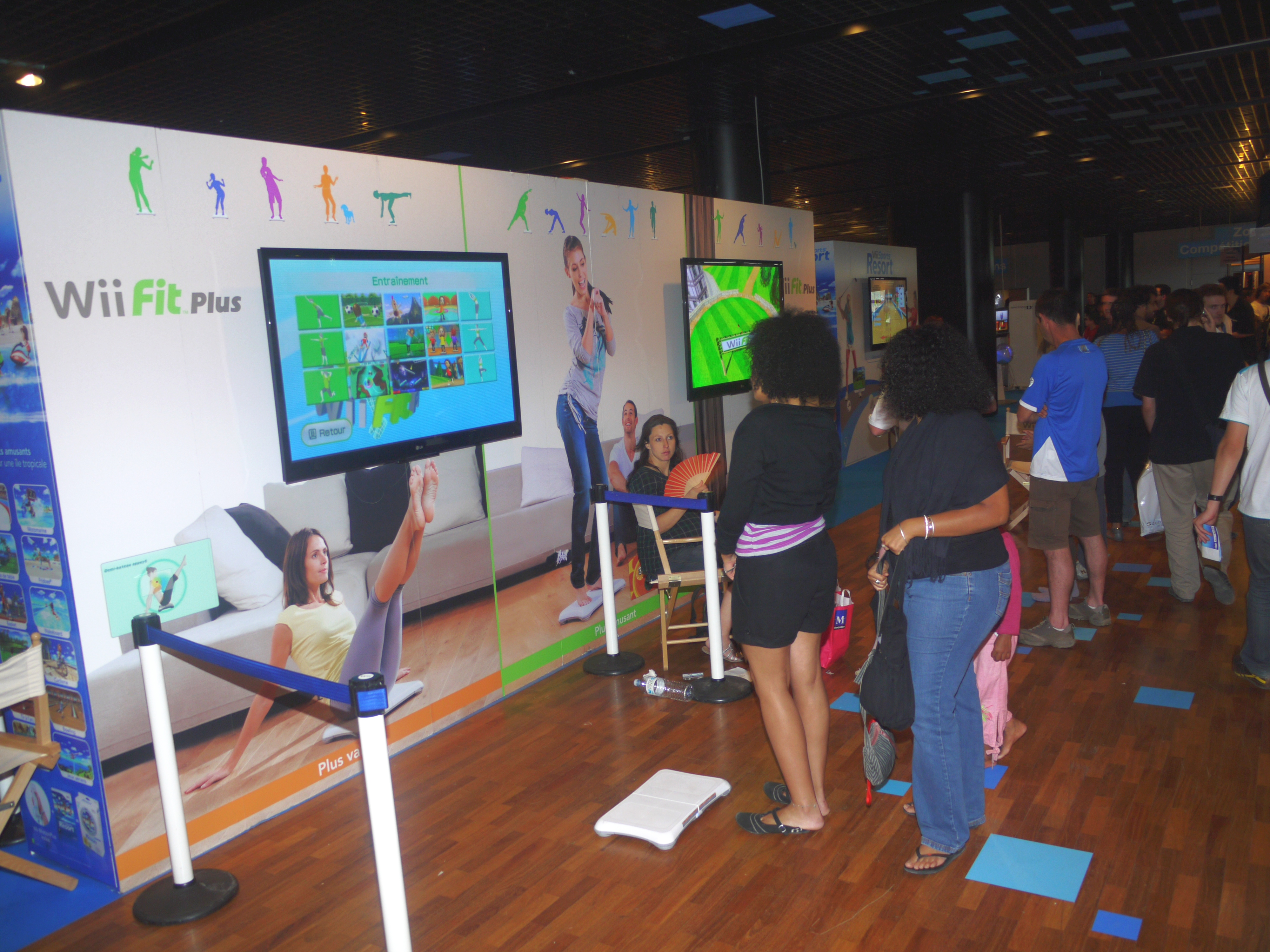
Wii-Fit-Plus-Messestand in Montpellier 2010

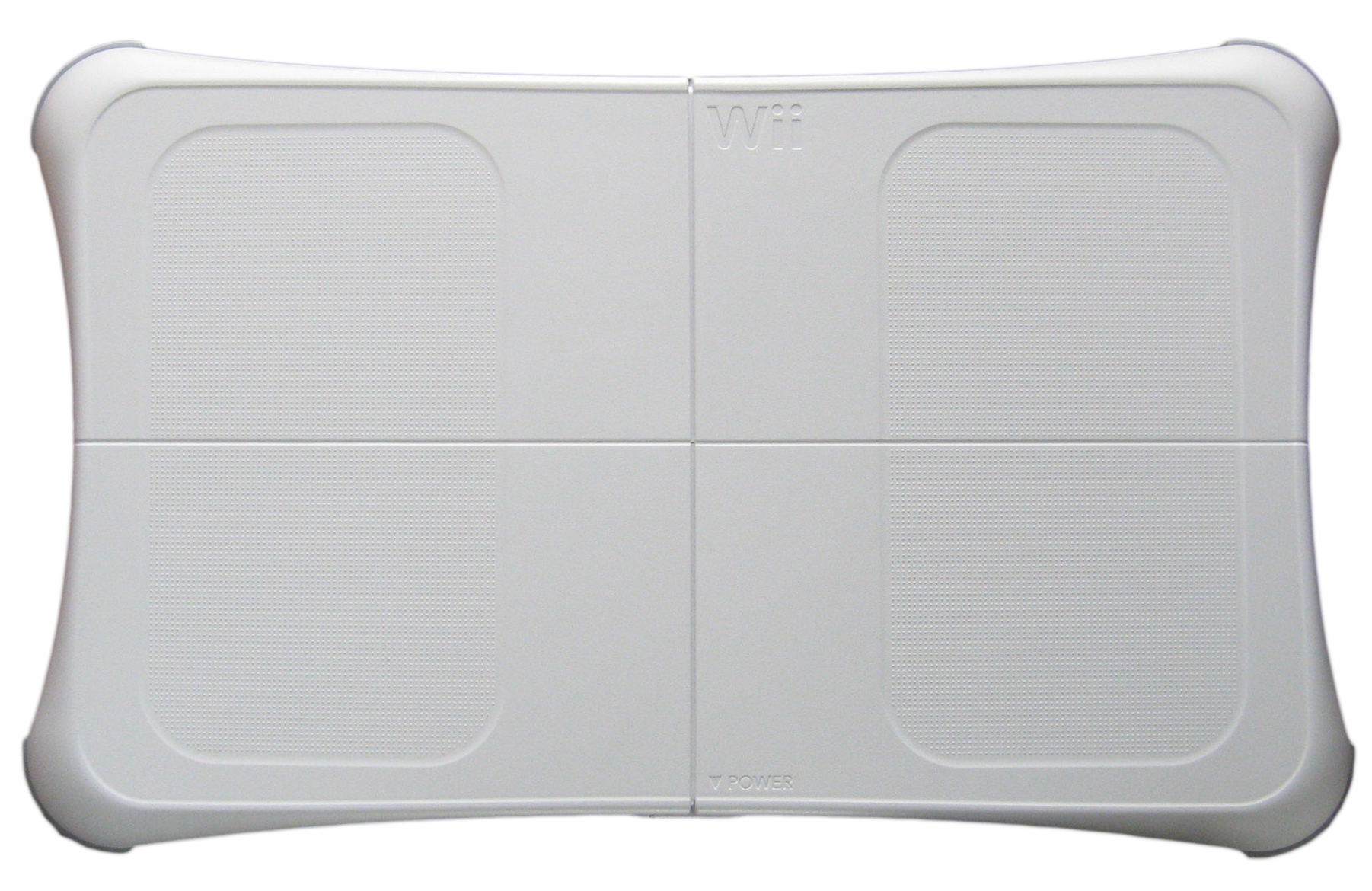
Das Wii Balance Board

Wii Fit Plus ist ein Sport- und Fitnessspiel für Nintendos Spielkonsole Wii und wurde wahlweise mit dem Wii Balance Board oder als Einzel-DVD ausgeliefert. Es ist eine erweiterte Version des 2008 veröffentlichten Spiels Wii Fit. Es wurde am 2. Juni 2009 auf der E3 2009 vorgestellt und war in Europa seit 30. Oktober 2009 verfügbar. Der Nachfolger von Wii Fit Plus war das 2013 veröffentlichte Wii Fit U.

## Inhalt
Wii Fit Plus enthält sämtliche 48 Übungen des Vorgängers Wii Fit sowie 15 zusätzliche Balance-Spiele und jeweils drei neue Kraft- und Yoga-Lektionen. Zu den neuen sportlichen Aktivitäten gehören unter anderem Skateboarding und Rhythmus-Kung-Fu. Die Anpassungsfähigkeit ist gegenüber dem Vorgänger deutlich erhöht worden. So ist es mit dieser Ausgabe möglich, ein individuelles Ziel, z. B. Muskelaufbau, festzulegen und sich daraufhin einen Trainingsplan erstellen zu lassen und somit das Training ziel- oder zeitorientiert zu wählen.
| Muskelaufbauübungen     | Yogahaltungen        | Balancespiele      | Aerobicübungen    |
| ----------------------- | -------------------- | ------------------ | ----------------- |
| Beinstrecker            | Tiefes Atmen         | Kopfball           | Hula-Hoop         |
| Liegestütz & Seitstand  | Halbmond             | Ski-Slalom         | Basis-Step        |
| Taillendreher           | Held                 | Schanzensprung     | Jogging           |
| Klappmesser             | Baum                 | Kugelballett       | Super-Hula-Hoop   |
| Ausfallschritt          | Sonnengruß           | Seiltanz           | Step Plus         |
| Rudern                  | Stehendes Knie       | Flusskugel         | Jogging-Doppel    |
| Hand-aufs-Knie          | Palme                | Pinguin-Picknick   | Boxen             |
| Seitschwung             | Stuhl                | Snowboard Slalom   | Freier Step       |
| Horizontales Stretching | Dreieck              | Zazen              | Freies Jogging    |
| Trizepsdrücken          | Herabschauender Hund | Hüftrechnen        |                   |
| Diagonales Stretching   | Tänzer               |                    | Fahrradinsel      |
| Stehaufmännchen         | Kobra                | Rhythmus-Kung Fu   |                   |
| Liegestütz-Duell        | Brücke               | Abschlagtraining   |                   |
| Klappmesser-Duell       | Krokodil-Drehung     | Segway-Parcours    |                   |
| Stretch-Duell           | Kerze                | Kunstflug          |                   |
| Balance-Brücke          | Rückenstrecker       | Schneeballschlacht |                   |
| Seitschritt             | Tor                  |                    | Hindernisparcours |
| Beindreher              | Geerdetes V          | Neigestadt         |                   |
|                         |                      | Spielmannszug      |                   |
|                         |                      | Jongliermeister    |                   |
|                         |                      |                    | Skateboard-Arena  |
|                         |                      | Kugelballett Plus  |                   |
|                         |                      | Flusskugel Plus    |                   |
|                         |                      |                    | Jogging Plus      |

Die Fett-Kursiv geschriebenen Aktivitäten sind die Erweiterungen von „Wii Fit Plus“ und noch nicht in der Vorgängerversion Wii Fit verfügbar.
Weitere neue Funktionen sind ein sogenannter „Kalorienzähler“, mit dem der Spieler sich die in etwa verbrauchte Nahrungsenergie anzeigen lassen kann. Neu ist ebenfalls die Möglichkeit, Profile für Haustiere anzulegen und deren Gewicht zu kontrollieren, eine Idee, die aus Laufrhythmus DS übernommen wurde.

## Steuerung
Die Steuerung erfolgt bei (fast) allen Übungen über das Balance Board.
Das Balance Board misst mittels Piezoelementen auf der Unterseite des Boards unter anderem die Neigung des Körpers. Bei anderen Übungen wird die Balance errechnet. Aus diesen Werten errechnet sich ein Wert, der dann in Punkten oder Prozenten ausgegeben wird.

## Wertungen
| Magazin/Webseite | Bewertung |
| ---------------- | --------- |
| Spieletipps      | 81 %      |
| Wii Magazin      | 87 %      |